# Bahnstrecke Kittery Junction–York Beach
| Streckenlänge: | 17,67 km             |                                                   |                                                   |
| Spurweite: | 1435 mm (Normalspur) |                                                   |                                                   |
| Zweigleisigkeit: | –                    |                                                   |                                                   |
| |                      |                                                   |                                                   |
| Gesellschaft: | PAR, US Navy         |                                                   |                                                   |
| \| \| \| von Portsmouth NH \| \| \| \| 0,00 \| Kittery Junction ME \| Kittery Junction ME \| \| \| \| nach Portland \| \| \| \| 1,50 \| Kittery ME Navy Yard Junction (Kittery Navy Yard) \| Kittery ME Navy Yard Junction (Kittery Navy Yard) \| \| \| 0,00 \| (Abzweig in Besitz der US Navy) \| (Abzweig in Besitz der US Navy) \| \| \| 0,55 \| Portsmouth Naval Shipyard \| Portsmouth Naval Shipyard \| \| \| \| \| \| \| \| \| Great Bay \| \| \| \| 4,51 \| Kittery Point ME \| Kittery Point ME \| \| \| 7,66 \| Bedells Crossing ME (früher Bedell) \| Bedells Crossing ME (früher Bedell) \| \| \| 8,88 \| Oakland Farms ME \| Oakland Farms ME \| \| \| 10,98 \| Seabury ME \| Seabury ME \| \| \| \| York River \| \| \| \| 13,07 \| York Harbor ME \| York Harbor ME \| \| \| 15,02 \| Long Beach ME (früher Long Sands, York Beach) \| Long Beach ME (früher Long Sands, York Beach) \| \| \| 16,42 \| Ocean Side ME (früher Pavilion) \| Ocean Side ME (früher Pavilion) \| \| \| 17,67 \| York Beach ME (früher Union Bluffs) \| York Beach ME (früher Union Bluffs) \| |                      |                                                   |                                                   |
| Strecke |                      | von Portsmouth NH                                 | von Portsmouth NH                                 |
| Dienststation / Betriebs- oder Güterbahnhof | 0,00                 | Kittery Junction ME                               | Kittery Junction ME                               |
| Abzweig geradeaus und ehemals nach links |                      | nach Portland                                     | nach Portland                                     |
| Dienststation / Betriebs- oder Güterbahnhof | 1,50                 | Kittery ME Navy Yard Junction (Kittery Navy Yard) | Kittery ME Navy Yard Junction (Kittery Navy Yard) |
| Verschwenkung von links · Verschwenkung von rechts (Strecke außer Betrieb) | 0,00                 | (Abzweig in Besitz der US Navy)                   | (Abzweig in Besitz der US Navy)                   |
| Betriebs-/Güterbahnhof Streckenende · Strecke (außer Betrieb) | 0,55                 | Portsmouth Naval Shipyard                         | Portsmouth Naval Shipyard                         |
| Verschwenkung nach rechts (Strecke außer Betrieb) |                      |                                                   |                                                   |
| Brücke über Wasserlauf (Strecke außer Betrieb) |                      | Great Bay                                         | Great Bay                                         |
| Bahnhof (Strecke außer Betrieb) | 4,51                 | Kittery Point ME                                  | Kittery Point ME                                  |
| Haltepunkt / Haltestelle (Strecke außer Betrieb) | 7,66                 | Bedells Crossing ME (früher Bedell)               | Bedells Crossing ME (früher Bedell)               |
| Haltepunkt / Haltestelle (Strecke außer Betrieb) | 8,88                 | Oakland Farms ME                                  | Oakland Farms ME                                  |
| Haltepunkt / Haltestelle (Strecke außer Betrieb) | 10,98                | Seabury ME                                        | Seabury ME                                        |
| Brücke über Wasserlauf (Strecke außer Betrieb) |                      | York River                                        | York River                                        |
| Bahnhof (Strecke außer Betrieb) | 13,07                | York Harbor ME                                    | York Harbor ME                                    |
| Haltepunkt / Haltestelle (Strecke außer Betrieb) | 15,02                | Long Beach ME (früher Long Sands, York Beach)     | Long Beach ME (früher Long Sands, York Beach)     |
| Haltepunkt / Haltestelle (Strecke außer Betrieb) | 16,42                | Ocean Side ME (früher Pavilion)                   | Ocean Side ME (früher Pavilion)                   |
| Kopfbahnhof Streckenende (Strecke außer Betrieb) | 17,67                | York Beach ME (früher Union Bluffs)               | York Beach ME (früher Union Bluffs)               |

Die Bahnstrecke Kittery Junction–York Beach ist eine Eisenbahnstrecke in Maine (Vereinigte Staaten). Sie ist 17,67 Kilometer lang und bindet einige Touristenorte an der Küste Maines an die Bahnstrecke Portland–Portsmouth an. Die normalspurige Strecke ist vom Abzweig des Anschlusses zum Portsmouth Naval Shipyard, einer Marinewerft, bis York Beach stillgelegt. Der Anschluss zur Werft wird noch gelegentlich durch die US Navy benutzt.

## Geschichte
Bereits 1872 wurde eine Eisenbahnstrecke vorgeschlagen, die von Portsmouth (New Hampshire) nach Saco (Maine) entlang der Küste führen sollte. Zunächst sollte die Eastern Railroad ihre Strecke von Boston verlängern. Später wollte man erreichen, dass die Portland, Saco and Portsmouth Railroad, die bereits eine Strecke Portland–Saco–Portsmouth betrieb, eine zweite Strecke zwischen Saco und Portsmouth baute. Beide Gesellschaften lehnten jedoch ab, was dazu führte, dass am 1. Februar 1883 die York Harbor and Beach Railroad gegründet wurde, die eine Schmalspurbahn von Portsmouth nach York Beach plante.
Die Boston and Maine Railroad übernahm die Baukosten, lediglich der Landerwerb ging zu Lasten der York Harbor&Beach. Den Betrieb der Bahn sollte die Boston&Maine führen. Die B&M baute nun jedoch keine Schmalspurbahn, sondern eine normalspurige Strecke, die in Oak Terrace von der Hauptstrecke abzweigte. Am Abzweig wurde ein Haltepunkt Kittery Junction eingerichtet. Nachdem am 4. Juni 1887 die Verlegung der Gleise begonnen hatte, konnten bereits am 28. Juni des Jahres die ersten Züge nach Kittery Point fahren. Mitte Juli war Seabury erreicht und am 8. August schließlich der Endbahnhof in York Beach. Die York Harbor&Beach Railroad mietete die Fahrzeuge von der Boston&Maine, die nicht nur den Betrieb führte, sondern auch einige eigene Vorstandsmitglieder in den Vorstand der kleinen Bahngesellschaft entsandt hatte. 
Die Strecke diente hauptsächlich dem touristischen Verkehr im Sommer, jedoch wurden auch ganzjährig Güter zur Versorgung der Küstenorte sowie entlang der Küste vielerorts gefangener Fisch befördert. Die Züge fuhren zumeist als gemischte Züge und verkehrten von und nach Portsmouth. Von Anfang an gab es im Sommer Kurswagen nach Boston. 1897 wurde die Kittery and York Electric Railroad eröffnet, eine Überlandstraßenbahn, die fast vollständig parallel zur Eisenbahn fuhr. Sie gehörte später zu einem ganzen Netz von Überlandstraßenbahnen, das sich nach Norden bis ins 170 Kilometer entfernte Waterville erstreckte. Der Vertrag zum Posttransport ging auf die Straßenbahn über, was der Eisenbahn einige Einnahmeverluste bescherte. Dennoch konnten noch bis 1914 Dividenden gezahlt werden.
1901 baute die York Harbor&Beach einen Abzweig vom Bahnhof Navy Yard zur Marinewerft. Dort schloss sich ein Netz von schmalspurigen Bahnen an, die durch die US Navy im gleichen Jahr gebaut wurden. Dieses Netz wurde 1905 erweitert und 1910 schließlich auf Normalspur umgebaut. 1922 wurde die York Harbor and Beach Railroad aufgelöst und ihr Eigentum in das der Boston&Maine integriert. 
Obwohl die parallel liegende Straßenbahn 1923 stillgelegt wurde, plante die Boston&Maine, auch die Eisenbahn nach York Beach aufzugeben. Am 8. Juli 1925 wurde der Personenverkehr zwischen dem Bahnhof Navy Yard und York Beach eingestellt und durch B&M-eigene Busse ersetzt, die endlich die schon 1872 geforderte direkte Verbindung von Portsmouth nach Saco über York Beach brachten. Die Genehmigung zur Stilllegung dieses Abschnittes wurde am 19. Januar 1927 erteilt. Noch im gleichen Jahr wurde die Strecke abgebaut.
Noch bis etwa 1931 verkehrten Personenzüge zum Bahnhof Kittery Navy Yard. Ein unregelmäßig verkehrender Güterzug nach Kittery und die regelmäßigen Transporte zur Marinewerft verblieb noch bis in die 1990er Jahre auf der Strecke. Seitdem verkehren nur noch gelegentlich Züge der US Navy. Die Strecke bis zur Werft gehört seit 1983 der Guilford Transportation, die seit 2006 unter dem Namen Pan Am Railways firmiert.

## Streckenbeschreibung
Die Bahn zweigt unmittelbar am nördlichen Brückenkopf der Sarah Mildred Long Bridge aus der Bahnstrecke Portland–Portsmouth ab und führt zunächst ostwärts. Am ehemaligen Bahnhof Navy Yard befindet sich ein Ausweichgleis und der Anschluss zur Marinewerft. Die eigentliche Strecke nach York Beach ist großteils überbaut oder überwachsen und heute kaum noch nachvollziehbar. Sie führte entlang der Küste und überquerte dabei mehrere Flussmündungen. In Kittery Point und York Harbor befanden sich weitere Ausweichgleise, die übrigen Stationen bestanden lediglich aus einem wenige Meter langen Bahnsteig und einem Unterstand und wurden großteils nur im Sommer bedient. Das reichte auch aus, da die Züge in der Regel nicht mit mehr als einem Personenwagen verkehrten. Der Endbahnhof in York Beach befand sich an der heutigen Railroad Avenue. Das Areal dient heute als Parkplatz.

## Unglücke
Auf der Bahnstrecke Kittery Junction–York Beach ereignete sich am 30. April 1900 das einzige erwähnenswerte Zugunglück. Nördlich der Klappbrücke über den York River bei York Harbor befand sich eine Steigung, die zum Bahnhof York Harbor hoch führte. Auf dieser Steigung lösten sich die Wagen eines gemischten Zuges von der Lok und rollten rückwärts auf die inzwischen geöffnete Brücke zu. Der am Zugschluss laufende Personen- und Gepäckwagen stürzte in den Fluss, die Güterwagen verkeilten sich an der Brücke. Alle neun Fahrgäste konnten rechtzeitig abspringen und blieben unverletzt, lediglich ein Bahnmitarbeiter, der sich in einem der Güterwagen befand, wurde schwer verletzt.

## Statistik
Nach dem offiziellen Geschäftsbericht für das Geschäftsjahr 1914/15 transportierte die YH&B in dieser Zeit 195.030 Passagiere, also im Schnitt etwa 534 pro Tag, und 22.313 Tonnen Güter. Insgesamt wurde ein Nettogewinn von 7904,17 $ erzielt. Die verwendeten Gleise hatten ein Gewicht von 67 Pound/Yard, also etwa 33,24 kg/m. Zum Vergleich: Auf einigen Nebenstrecken der Deutschen Bahn kommen heute noch Schienen von 49 kg/m zum Einsatz, auf Hauptstrecken zumeist 54 kg/m. Die Bahngesellschaft hatte im Jahresdurchschnitt 33 Mitarbeiter und außerdem einen Vorstand von acht Personen. Eigene Fahrzeuge besaß die Gesellschaft nicht. Die beförderten Güter umfassten hauptsächlich Militärgüter (26,92 %), Holz (16,98 %), Kohle (9,72 %) und Baustoffe (3,65 %).

## Anhang